# Ahmet Alagün
Ahmet Kurt Alagün (* 1958 in Würzburg) ist ein deutscher Jurist. Von 2014 bis 2024 war er Richter des Verfassungsgerichtshofes des Landes Berlin. 

## Leben
Im Jahr 1991 wurde Alagün Richter im Richterverhältnis auf Probe. Nach der Probezeit wurde er 1994 Richter beim Landgericht Berlin. Von 2004 bis 2007 war er Vorsitzender Richter am Landgericht. Seit 2008 ist er Richter am Amtsgericht Mitte und seit 2009 zusätzlich Mitglied des Richterwahlausschusses Berlin.
Am 3. Juli 2014 wählte das Abgeordnetenhaus von Berlin Alagün auf Vorschlag der Fraktion der Grünen zum Richter des Verfassungsgerichtshofes des Landes Berlin. Er war der erste Richter mit türkischen Wurzeln am Berliner Verfassungsgerichtshof. Seine siebenjährige Amtszeit endete regulär 2021. Da das Abgeordnetenhaus allerdings seitdem keinen Nachfolger gewählt hatte, bat er um Entlassung aus dem Amt des Verfassungsrichters, das er seit 2021 nur noch kommissarisch ausübte. Mit Wirkung vom 11. April 2024 wurde Alagün vom Amt enthoben.